# Будівельно-монтажна організація
Будіве́льно-монта́жна організа́ція — організаційно відособлена виробничо-господарська одиниця, основним видом діяльності якої є будівництво нових, реконструкція, капітальний ремонт і розширення об'єктів (підприємств, їх окремих черг, пускових комплексів, будівель, споруд), що діють, а також монтаж устаткування.
До будівельно-монтажних організацій відносяться будівельні і монтажні трести (трести-майданчики, трести міського типа, територіальні, спеціалізовані трести); домобудівні, будівельні заводські і сільські будівельні комбінати; будівельні (монтажні) управління і прирівняні до них організації (наприклад, пересувні механізовані колони, будівельно-монтажні поїзди і ін.).